# Меллер Вадим Георгійович
Вади́м Георгі́йович Ме́ллер (26 квітня 1884, Санкт-Петербург — 4 травня 1962, Київ)  — український радянський живописець кубофутурист, конструктивіст, експресіоніст, графік, художник театру, ілюстратор та архітектор; член Асоціації революційного мистецтва України у 1925–1932 роках та Спілки художників України з 1938 року. Чоловік художниці Ніни Генке-Меллер, дідусь україно-американської художниці Ніни Вєтрової-Робінсон.

## Біографія
Народився 14 [26] квітня 1884 року в місті Санкт-Петербурзі (тепер Росія). Був другим сином високопосадовця Міністерства юстиції Російської імперії. Його батько, Георгій Меллер, був шведом за національністю, походив зі знатного роду, мати, Гелена Карузо, напівіталійка-напівгрекиня, також походила зі знатного роду.
У період 1892–1903 років навчався у різних школах Єревану та Тифлісу. З 1903 до 1908 року вивчав право у Київському університеті. Паралельно, з 1905 по 1908 рік навчався у Київському художньому училищі. У 1907 році публікував свої карикатури у газеті «Кіевская мысль».
У 1905 році відвідав Женеву, де брав уроки у приватній художній школі Франца Рубо. У 1908 році за рекомендаціями Рубо продовжив навчання у приватній школі графіки та малювання Гайнріха Кніра у Мюнхені. Після закінчення Київського університету, з 1909 по 1912 рік отримував художню освіту в Академії витончених мистецтв у Мюнхені, де навчався у творчій мастерні Ангело Янка. Зблизився з творчою групою художників-експресіоністів «Синій вершник».
У 1912–1914 роках працював у «Вільних майстернях» Парижа, навчався у майстерні А. Бурделя. Брав участь у виставках «Салону незалежних» (1913) та «Весняному салону» (1914)  Запрошений бути експонентом «Осіннього Салону» (1914). Став членом «Міжнародного Товариства мистецтва та Літератури».
У 1914–1917 роках повернувся до Києва.
У 1917–1918 роках перебував у Москві, брав участь в організації Професійної Спілки художників-живописців.
У 1918–1919 роках повернувся до Києва, брав участь в оформленні Києва до радянських свят у співавторстві з Н. Генке та о. Екстер. Став одним з організаторів Робмису (Спілки Робітників Мистецтва). Працював у Російському Пересувному Театрі під орудою О. Смирнова.
У період 1918–1921 рр. він працює для балетної студії Броніслави Ніжинської. Для її вихованців Меллер створює метеоритної сили костюми до «Ассірийских танців». Вирішені в помірно гарячій колористичній гамі, вони вражають досконалістю пластики, лінії, силуету.
Стихія революції захопила його як художника, захопленого новою естетикою. Вадим Меллер оформлював масові революційні свята, спектаклі, створював архітектурні проєкти; з 1920 р. він — професор Академії мистецтв України.
1920 року працював у Першому Державному Театрі УРСР ім. Т. Шевченко — оформлював виставу Ю. Словацького «Мазепа», постановка К. Бережного.
У 1920–1921 роках працював заступником завідуючого Художньо-промислової школи, також зав. відділом живопису Держцентростудії.
У 1921–1923 роках працював в театрі Масового Дійства ім. Г. Михайличенко — вистава «Небо Горить» (літературна композиція), постановка М. Терещенко та В. Меллера. Оформлював виставу «Карнавал» за Р. Ролланом, режисер М. Терещенко (1923р.).
1922 року Лесь Курбас запрошує Меллера до співпраці у нещодавно створений театр «Березіль». Курбас та Меллер у повній мірі використовували ресурс знаку, символу, умовного образу. Тут-то й згодився художнику європейський досвід кубофутуризму та експресіонізму. Синтез ідей торжествував на сцені: симфонія руху, феєрія кольору, пафос без кордонів. Він був активним прибічником «культурного синтезу», програми, яка повинна була об'єднати архітектуру, театр, кіно, простір, просвітництво. Він, як і Лесь Курбас, пережив загальне захоплення технікою та агітвидовищами — «дитяче захворювання» всіх «лівих» художників 20-х років.
1925 року макет Вадима Меллера до вистави Л. Скотта «Секретар профспілки» театру «Березіль» був нагороджений золотою медаллю на Міжнародній виставці декоративного мистецтва у Парижі. Після цього В. Меллер був запрошений брати участь у Міжнародній театральній виставці у Нью-Йорку.
Вадим Меллер став засновником конструктивізму у театральному сценічному мистецтві України.
З 1925 року до жовтня 1926 року викладав у Київському художньому інституті.
З жовтня 1926 до 1933 року — харківський період Вадима Меллера в театрі «Березіль» у співпраці з Лесем Курбасом та Миколою Кулішем, вистави «Народний Малахій» (1928), «Мина Мазайло» (1929), «Маклена Граса» (1933) та інші.
У 1928–1929 роках брав участь у Всесвітній виставці преси у Кельні (автор експозиції розділу УРСР).
1931 року працював художнім редактором Державного видавництва України (ДВУ).
У 1946–1948 роках працював директором Інституту монументального живопису та скульптури при Академії архітектури Української РСР (звільнений з посади за обвинуваченням у космополітизмі); у 1948–1953 роках — головним художником Театру музичної комедії та у 1953–1959 роках — головним художником Театру імені Івана Франка у Києві. Член КПРС з 1952 року.

Могила Вадима Меллера

Помер у Києві 4 травня 1962 року. Похований у Києві на Байковому кладовищі.

## Творчість
Працював в галузі абстрактної сценографії, станкового і монументального живопису, авангардної станкової графіки. Серед робіт:
- «Автопортрет» (1913);
- «Футуристична композиція» (1920);
- «Колгоспна родина (Святе сімейство)» (1934);
- «Автопортрет за мольбертом (Дон Кіхот)» (1945);

Ескізи
- «Маски» (1918);
- «Блакитна танцівниця» (1919);
- «Червоний танцівник» (1919);
- «Ассирійські танці» (1919).

Оформив
Вистави
- У Російському Пересувному Театрі у Києві.
  - «Весілля Фігаро» П.-О. Бомарше. Постановка О. Смирнова (1919)
  - «Метр Патлен» (французький народний фарс). Постановка Ф. Лопатинського.(1919)
- у театрі «Березіль» (пізніше Харківський академічний український драматичний театр імені Тараса Шевченка):
  - «Газ» Г.Кайзера, режисер-постановник Лесь Курбас (1923)
  - «Джиммі Хіґґінс» за Ептоном Сінклером (1923, режисер-постановник Лесь Курбас);
  - «Золоте Черево» Ф. Кроммелінк, режисер-постановник Лесь Курбас. (1926)
  - «Седі» С. Моема та Д. Колтона, режисер-постановник В. Інкіжинов. (1926)
  - «Мікадо» за А. Саллівеном, режисер-постановник В. Інкіжинов (1927)
  - «Народний Малахій» (1929) та «Мина Мазайло» (1931) Миколи Куліша;
  - «Диктатура» (1930) Івана Микитенка;
  - «Тетнулд» Шалви Дадіані (1932);
  - «Хазяїн» Івана Карпенка-Карого (1932);
  - «Загибель ескадри» (1933), «Богдан Хмельницький» (1939), «Фронт» Олександра Корнійчука (1942).
- у Київському українському драматичному театрі імені Івана Франка:
  - «Вишневий сад» Антона Чехова (1946);
  - «Єгор Буличов» Максима Горького (1953);
  - «Крила» Олександра Корнійчука (1954);
  - «Король Лір» Вільяма Шекспіра (1959);
  - «Фауст і смерть» Олександра Левади (1961);

фільми
- «Вендета» (1925);
- «Макдональд» (1925);
- «Арсенальці» (1926).

Автор костюмів торгівця, пастуха, графині Розіни, графа Альмавіви, ченця, офіцера, капіталіста.
Окремі роботи художника зберігаються у Національному художньому музеї України, музеях Росії, Канади, США.

## Відзнаки
- Перша премія на Міжнародній виставці сучасного декоративного і промислового мистецтва (Art Deco) в Парижі у 1925 році;
- Заслужений діяч мистецтв УРСР (з 29 серпня 1942 року);
- Нагороджений орденами Трудового Червоного Прапора, «Знак Пошани».